# Коронанго
Коронанго (исп. Coronango) — город и муниципалитет в Мексике, входит в штат Пуэбла.